# 福井県立若狭東高等学校
福井県立若狭東高等学校（ふくいけんりつ わかさひがしこうとうがっこう、英: Fukui Prefectural Wakasa Higashi High School）は、福井県小浜市金屋にある公立高等学校。通称「農林（）、東高（）」。

## 設置学科
- 生活創造科
- 地域創造科（2年次から下記の2コースに分かれる）
  - 食農創造コース
  - 地域開発コース
- 電気・機械科（1年次から下記の2コースに分かれる）
  - 電子機械コース
  - 電気コース
- ビジネス情報科（1年次から下記の2コースに分かれる、※コース制は2020年・2021年度入学生に適用）
  - 経営コース
  - 情報コース

## 沿革
- 1920年（大正09年）- 遠敷郡立遠敷農林学校として開校。
- 1923年（大正12年）- 管理運営が福井県に移管される。
- 1948年（昭和23年）- 福井県立遠敷高等学校となる。
- 1949年（昭和24年）- 福井県立小浜高等学校と合併、福井県立若狭高等学校の分校となる。
- 1958年（昭和33年）- 若狭高校から独立して福井県立若狭農林高等学校となる。
- 1987年（昭和62年）- 普通科、工業科設置により、福井県立若狭東高等学校と改称。
- 2013年（平成25年）- 学科再編で専門学科のみの総合産業高校となる。

## 校歌
- 作詞：土井晩翠、作曲：山田耕筰作曲（遠敷農林学校）
- 作詞：山本和夫、作曲：吉原規作曲（若狭農林高等学校）
- 作詞：山本和夫、作曲：湯山昭作曲（若狭東高等学校）

## 部活動
ラグビー部の全国高等学校ラグビーフットボール大会出場32回（2020年11月時点）は県内最多である。20年近く福井県立若狭高等学校とどちらかが出場しており良きライバル関係だが、2020年11月の花園予選決勝で若狭東高校の5連覇となり、県内では強さが際立っている。福井県立敦賀工業高等学校と併せて3校（いずれも嶺南地方の高校）で福井県予選を戦っている。過去最高成績は3回戦進出。高校日本代表、日本代表選手も輩出している。
- 運動部 - ラグビー、ソフトテニス（男）、バレーボール（男・女）、陸上競技、ウエイトリフティング、卓球、バスケットボール（男）、テニス（女）、バドミントン（男・女）、レスリング、ボート、弓道
- 文化部 - 吹奏楽、放送、JRC、茶華道、書道、栽培研究、生活研究、工業研究、国際交流活動、商業研究、地域研究

## アクセス
- JR小浜線 東小浜駅 徒歩約15分
- 舞鶴若狭道 小浜IC 車で約5分

## 著名な出身者
- 中川平太夫（政治家、福井県知事）旧制遠敷農林学校卒
- 高瀬重二郎（ハンセン病回復者）旧制遠敷農林学校卒
- 辻一彦（政治家、参議院議員）旧制遠敷農林学校卒
- 村上利夫（政治家、第8代小浜市長）旧制遠敷農林学校卒
- 山口良治（ラグビー日本代表、京都市立伏見工業高等学校ラグビー部監督）- スクール☆ウォーズの主人公の滝沢賢治のモデル、旧若狭農林高校卒
- 山口治太郎（政治家、第5代美浜町長）旧若狭農林高校卒
- 森下裕（政治家、第2代三方上中郡若狭町長）旧若狭農林高校卒
- 朽木英次（ラグビー日本代表、トヨタ自動車ラグビー部監督）旧若狭農林高校卒
- 坂田佳子（ジャズシンガー）
- 野利のり太（漫画家、小学館新人コミック大賞青年部門入選）
- ウェルザード（小説家、漫画家）
- 荒木さやか（ファッションモデル）
- 奥村隼也（お笑い芸人）
- 宮本和幸（スカチャン）
- 堀卓馬（ラグビー選手、セコムラガッツ所属）
- 岩村雄太（作曲家、実習助手）

## 著名な教職員
- 入江文敏（考古学者、関西大学文学部非常勤講師）1996年3月まで本校教諭
- 神谷宗幣（政治家、英語科、社会科教師）
- 岩村雄太（作曲家、実習助手、吹奏楽部顧問）